# Temnostoma obscurum
Temnostoma obscurum är en tvåvingeart som beskrevs av Friedrich Hermann Loew 1864. Temnostoma obscurum ingår i släktet tigerblomflugor, och familjen blomflugor. Inga underarter finns listade i Catalogue of Life.